# Мерседес Рул
Мерседес Рул (енгл. Mercedes Ruehl, Њујорк, 28. фебруар 1948) је америчка филмска, сценска и телевизијска глумица. Добитница је неколико признања, укључујући Оскар, Златни глобус, Тони награду, Драма Деск награду, две Obie наградаs и две Награде Outer Critics Circle награда.
Рул је позната по свом главном наступу у представи Изгубљени у Јонкерсу (1990) и споредној представи у филму Краљ рибара (1991). Њене друге филмске заслуге укључују Велики (1988), Удата за мафију (1988), Херој последње акције (1993), Розенин гроб (1997) и Преваранти (2019).

## Рани живот и едукација
Мерседес Рул је рођена 28. фебруара 1948. у Џексон Хајтсу, Квинс, Њујорк, од Мерседес Ј. Рул, учитељице, и Винцента Рула, агента ФБИ.  Њен отац је био немачког и ирског порекла, а мајка кубанског и ирског порекла. Породица се често селила током њеног детињства због задатака Винцента Рула у ФБИ-у и живела је у другим државама укључујући Силвер Спринг, Мериленд. Она и њен брат Питер су васпитани као католици.
Похађала је College of New Rochelle и дипломирала је 1969. године са дипломом енглеског језика.

## Каријера
Рул је започела своју каријеру у регионалном позоришту у Denver Center Theatre Company, узимајући повремене послове између ангажмана. Године 1980. замало је добила улогу у шестој сезони емисије Saturday Night Live, изгубивши своје место од Denny Dillon. Њена прва главна улога на Бродвеју је била у филму I'm Not Rappaportиз 1984. Затим је 1984. освојила награду Обие за свој наступ у The Marriage of Bette and Boo и двадесет година касније, Обие за Woman Before a Glass. Такође је 1991. године добила награду Тони као најбоља глумица (представа) за филм Нила Сајмона Lost in Yonkers и наставила своју улогу у серији током турнеје са колегиницом Мерседес Макембриџ. Њене улоге у две друге представе донеле су јој још две номинације за Тонија: 1995. године, као најбоља глумица (Истакнута улога – игра) за оживљавање Кутије сенки; и 2002. као најбоља глумица (представа) за Едварда Албија Коза, или Ко је Силвија?.
Њена најпризнатија филмска улога била је у филму Краљ рибара; Њена улога у филму донела јој је 1991. Оскара за најбољу споредну глумицу, као и награду америчке комедије, награду Бостонског друштва филмских критичара, награду Удружења филмских критичара Лос Анђелеса и Златни глобус. Раније је 1989. године освојила награду Националног друштва филмских критичара за најбољу споредну глумицу за своју улогу у филму Удата за мафију. Глумила је менаџерку станице КАЦЛ Кејт Костас у пет епизода Фрејзера, а имала је и главну улогу у филму направљеном за ТВ All-American Girl: The Mary Kay Letourneau Story. Године 2005. она је (заједно са Есаијем Моралесом) добила награду Рита Морено ХОЛА за изврсност од Hispanic Organization of Latin Actors. Касније је играла мајку главног лика Винсента Чејса у ХБО-овој Entourage.
Године 2009. вратила се на сцену у продукцији Манхаттан Тхеатре Цлуб-а Амерички план Ричарда Гринберга у улози Еве Адлер. Представа је отворена у позоришту Семјуел Ј. Фридман, а ограничени ангажман трајао је од 22. јануара до 22. марта.[12] У својој одушевљеној рецензији у Њујорк тајмсу, Бен Брантли је Руелов наступ назвао „мајсторским“.[13] Руехл се затим појавио у драми/хорор филму Шта се икада догодило Баркеру Данијелсу?, који је објављен 2009. У јануару 2011. Руехл је глумио у представи Саре Трим Како и зашто, коју је режирала Емили Ман у Макартер театру Универзитета Принстон.
Рул се појавио у улози Ма у реновираном и преименованом оживљавању Харвеиа Фиерстеина његове представе ТTorch Song Off-Broadway at Second Stage Theater. Представа је почела да се приказује 26. септембра, а званично је отворена 19. октобра 2017. године. Продукција је касније пребачена на Бродвеј.
Рул је на факултету HB Studio у Њујорку.

## Филмографија

### Филмске улоге
| Година | Наслов                         | Улога                     | Напомена                   |
| ------ | ------------------------------ | ------------------------- | -------------------------- |
| 1976.  | Dona Flor and Her Two Husbands | Америчка девојка у касину | Филмски деби, Некредитован |
| 1979.  | The Warriors                   | Полицајка                 |                            |
| 1981.  | Four Friends                   | Жена у таксију            |                            |
| 1986.  | Heartburn                      | Ив                        |                            |
| 1986.  | Twisted                        | Сибил                     |                            |
| 1987.  | Radio Days                     | Ad Man                    |                            |
| 1987.  | 84 Charing Cross Road          | Кеј                       |                            |
| 1987.  | The Secret of My Succe$s       | Шила                      |                            |
| 1987.  | Leader of the Band             | Госпођица Купер           |                            |
| 1988.  | Big                            | Госпођица Баскин          |                            |
| 1988.  | Married to the Mob             | Кони Русо                 |                            |
| 1989.  | Slaves of New York             | Саманта                   |                            |
| 1989.  | Crimes and Misdemeanors        | гошћа на забави           | некредитована              |
| 1990.  | Crazy People                   | Др Лиз Бајлор             |                            |
| 1991.  | Another You                    | Елејн / Мими Кравиц       |                            |
| 1991.  | The Fisher King                | Ен                        |                            |
| 1993.  | Lost in Yonkers                | Бела Курниц               |                            |
| 1993.  | Last Action Hero               | Ирен Мадиган              |                            |
| 1994.  | On Hope                        | Венди                     | Краткометражни филм        |
| 1997.  | Roseanna's Grave               | Розен 'Роуз'              |                            |
| 1999.  | The Minus Man                  | Џејн                      |                            |
| 1999.  | Out of the Cold                | Тина                      |                            |
| 2000.  | What's Cooking?                | Елизабет 'Лизи' Avila     |                            |
| 2000.  | More Dogs Than Bones           | Викторија 'Вик' Галети    |                            |
| 2000.  | The Amati Girls                | Грејс                     |                            |
| 2002.  | Spooky House                   | Шефица                    |                            |
| 2004.  | Zeyda and the Hitman           | Естер                     |                            |
| 2010.  | Goldstar, Ohio                 | Адриана Рок               | Краткометражни филм        |
| 2014.  | Chu and Blossom                | Госпођица Фефтерг         |                            |
| 2016.  | Good Business                  | Лорејн                    | Краткометражни филм        |
| 2019.  | Hustlers                       | Мајка                     |                            |
| TBA    | The Nana Project               | Хелен “Нана” Луиз         | Пост-продукција            |

### Телевизијске улоге
| Година        | Наслов                                    | Улога                             | Напомена                                             |
| ------------- | ----------------------------------------- | --------------------------------- | ---------------------------------------------------- |
| 1977.         | The Doctors                               | Урсула                            | Телевизијски деби Водећа улога                       |
| 1984.         | ABC Afterschool Special                   | Санди                             | Епизода: "Mom's on Strike"                           |
| 1985.         | Our Family Honor                          | Луиз Тејлор                       | Епизода: "Homecoming"                                |
| 1986.         | Kate & Allie                              | Мили                              | Епизода: "Late Bloomer" Кредитована као Мерседес Рул |
| 1990.         | The Cosby Show                            | Берадет Фоли                      | Епизода: "The Moves"                                 |
| 1995.         | Indictment: The McMartin Trial            | Лил Рубин                         | Телевизијски филм                                    |
| 1995–1896.    | Frasier                                   | Kate Costas                       | Recurring role; 5 епизоде                            |
| 1997.         | North Shore Fish                          | Флоренс                           | Телевизијски филм                                    |
| 1997.         | SUBWAYStories: Tales from the Underground | Лејла                             | Телевизијски филмe Segment: "Underground"            |
| 1998.         | Gia                                       | Kathleen Carangi                  | Телевизијски филм                                    |
| 2000.         | Mary Kay Letourneau: All American Girl    | Џејн Њухол                        | Телевизијски филм                                    |
| 2000.         | The Lost Child                            | Ребека                            | Телевизијски филм                                    |
| 2001.         | Mr. Life                                  |                                   | Телевизијски филм                                    |
| 2002.         | Guilt by Association                      | Сузан Вокер                       | Телевизијски филм                                    |
| 2002.         | Widows                                    | Dolly Rawlins                     | 4 епизоде                                            |
| 2004.         | Everyday Life                             |                                   | Телевизијски филм                                    |
| 2004.         | 1-800-Missing                             | Емануела Бејкер                   | Епизода: "These Dreams Before Me"                    |
| 2004.         | Bad Apple                                 | Lorraine Gibbons                  | Телевизијски филм                                    |
| 2004. и 2009. | Law & Order                               | Судкиња Клара Лојд / Зина Рибаков | 2 епизоде                                            |
| 2005..        | Mom at Sixteen                            | Тери Џефрис                       | Телевизијски филм                                    |
| 2006.         | So Here's What Happened                   | Рошел                             | Телевизијски филм                                    |
| 2006.         | A Girl Like Me: The Gwen Araujo Story     | Силвија Гереро                    | Телевизијски филм                                    |
| 2006–2008.    | Entourage                                 | Рита Чејс                         | 2 епизоде                                            |
| 2007.         | Psych                                     | Детективка Гучберг                | Епизода: "Scary Sherry: Bianca's Toast"              |
| 2009.         | Loving Leah                               | Џенис Левер                       | Телевизијски филм                                    |
| 2012.         | El Jefe                                   | Делми Родригез                    | Телевизијски филм                                    |
| 2012.         | Luck                                      | Рензова мајка                     | Епизода: "Episode Nine"                              |
| 2013.         | Doubt                                     | Госпођица Сид Њуман               | Телевизијски филм                                    |
| 2013.         | Monday Mornings                           | судкиња Беверли Нејтсон           | Епизода: "Wheels Within Wheels"                      |
| 2013.         | Star Spangled Banners                     | Росалинд Банер                    | Телевизијски филм                                    |
| 2015.         | Law & Order: Special Victims Unit         | Луциа Барба                       | Епизода: "December Solstice"                         |
| 2016.         | Life in Pieces                            | Миа                               | Епизода: "Hair Recital Rainbow Mom"                  |
| 2016.         | The Mysteries of Laura                    | Вал Сантиани                      | Епизода: "The Mystery of the End of Watch"           |
| 2016.         | 2 Broke Girls                             | Олга                              | Епизода: "And the Godmama Drama"                     |
| 2017.         | NCIS                                      | Мери Квин                         | Епизода: "A Bowl of Cherries"                        |
| 2017–2018.    | Power                                     | Кони Тереси                       | водећа улога; 7 епизоде                              |
| 2018–2020.    | Bull                                      | судкиња Теса Хадсон               | 3 епизоде                                            |
| 2022.         | New Amsterdam                             | Грејс                             | Епизода: "TBD"                                       |

## Позоришне улоге
| Година     | Наслов                          | Улога              | Догађај                                                          | Референце |
| ---------- | ------------------------------- | ------------------ | ---------------------------------------------------------------- | --------- |
| 1985.      | Coming of Age in Soho           | Патриција          | Public Theatre                                                   | [ 14 ]    |
| 1985.      | The Marriage of Bette and Boo   | Џоан Бренан        | Public Theatre                                                   | [ 14 ]    |
| 1985–1988. | I'm Not Rappaport               | Клара              | Booth Theatre, Broadway                                          | [ 14 ]    |
| 1988.      | American Notes'                 | Карен              | The Public Theatre                                               | [ 14 ]    |
| 1989.      | Other People's Money            | Кејт Саливан       | Minetta Lane Theatre, Off-Broadway                               | [ 14 ]    |
| 1991.      | Lost in Yonkers                 | Бела Курниц        | Richard Rodgers Theatre                                          | [ 14 ]    |
| 1992.      | Antony and Cleopatra            | Cleopatra          | Actors Theater, Louisville                                       | [ 14 ]    |
| 1994–1995. | The Shadow Box                  | Беверли            | Circle in the Square Theatre, Broadway                           | [ 14 ]    |
| 1995.      | The Rose Tattoo                 | Серафина дела Роуз | Circle in the Square Theatre, Broadway                           | [ 14 ]    |
| 2000.      | The Vagina Monologues           | говорница          | Westside Theatre, Off-Broadway                                   | [ 14 ]    |
| 2000–2001. | Who's Afraid of Virginia Woolf? | Марта              | Guthrie Theater. Минеаполис                                      | [ 14 ]    |
| 2002.      | The Goat, or Who Is Sylvia?     | Стиви              | John Golden Theatre, Broadway                                    | [ 14 ]    |
| 2005.      | Woman Before a Glass            | Peggy Guggenheim   | Promenade Theater, Off-Broadway                                  | [ 14 ]    |
| 2009.      | The American Plan               | Ева Адлер          | Samuel J. Friedman Theatre, Broadway                             | [ 14 ]    |
| 2010.      | Edward Albee's Occupant         | Louise Nevelson    | Питер Нортон Спејс                                               | [ 14 ]    |
| 2012.      | The How and the Why             | Зелда Кан          | McCarter Theatre, Њу Џерси                                       | [ 14 ]    |
| 2015.      | Full Gallop                     | Diana Vreeland     | Old Globe Theatre, Калифорнија                                   | [ 14 ]    |
| 2017–2019. | Torch Song                      | Ма Бекоф           | Second Stage Theater, Off-Broadway Helen Hayes Theatre, Broadway | [ 14 ]    |

## Награде и номинације
| Година | Наслов                                | Награда                                                                   | Резултат   |
| ------ | ------------------------------------- | ------------------------------------------------------------------------- | ---------- |
| 1989.  | Married to the Mob                    | National Society of Film Critics Award, Best Supporting Actress           | Награда    |
| 1991.  | The Fisher King                       | Boston Society of Film Critics Award, Best Supporting Actress             | Награда    |
| 1991.  | Lost in Yonkers                       | Drama Desk Award, Outstanding Actress in a Play                           | Награда    |
| 1991.  | The Fisher King                       | Los Angeles Film Critics Association Award, Best Supporting Actress       | Награда    |
| 1991.  | Lost in Yonkers                       | Tony Award, Best Performance by a Leading Actress in a Play               | Награда    |
| 1991.  | The Fisher King                       | Venice Film Festival Award, Best Lead Actress                             | Награда    |
| 1992.  | The Fisher King                       | Academy Award, Best Supporting Actress                                    | Награда    |
| 1992.  | The Fisher King                       | American Comedy Award, Funniest Supporting Actress in a Motion Picture    | Награда    |
| 1992.  | The Fisher King                       | Chicago Film Critics Association Award, Best Supporting Actor             | Награда    |
| 1992.  | The Fisher King                       | Dallas-Fort Worth Film Critics Association Award, Best Supporting Actress | Награда    |
| 1992.  | The Fisher King                       | Golden Globe Award, Best Supporting Actress in a Motion Picture           | Награда    |
| 1992.  | The Fisher King                       | Saturn Award, Best Supporting Actress                                     | Награда    |
| 1993.  |                                       | Boston Film Festival Award, Film Excellence award                         | Награда    |
| 1995.  | Indictment: The McMartin Trial        | CableACE Award, Best Actress in a Movie or Miniseries                     | Номинована |
| 1995.  | The Rose Tattoo                       | Drama Desk Award, Outstanding Actress in a Play                           | Номинована |
| 1995.  | The Shadow Box                        | Tony Award, Best Performance by a Featured Actress in a Play              | Номинована |
| 2002.  | The Goat, or Who Is Sylvia?           | Tony Award, Best Performance by a Leading Actress in a Play               | Номинована |
| 2006.  | Mom at Sixteen                        | Prism Award, Performance in a Television Movie or Miniseries              | Номинована |
| 2007.  | A Girl Like Me: The Gwen Araujo Story | Imagen Foundation Award, Best Actress - Television                        | Номинована |